# Donny Toia
Donald Austin Toia (Tucson, 28 maggio 1992) è un ex calciatore statunitense, di ruolo difensore.

## Carriera
Toia si forma calcisticamente nel Real Salt Lake. Tuttavia viene svincolato nel febbraio 2012 senza aver marcato alcuna presenza con la prima squadra. Passa quindi al FC Tucson, squadra militante nell'USL, la terza categoria del calcio americano. In totale colleziona 15 presenze e 5 reti durante la stagione 2012.
Nel febbraio 2013 passa ad una squadra militante nella stessa categoria, il Phoenix FC. Alla fine della stagione viene votato dai tifosi come miglior giocatore della stagione.
Nel gennaio 2014 fa ritorno nella MLS, prima al Chivas USA e poi al Montreal Impact divenendo con i canadesi un importante elemento della retroguardia.
Nel 2016 passa all'Orlando City.
Il 1º gennaio 2022 rimane svincolato dal Real Salt Lake.

## Palmarès

### Club

#### Competizioni nazionali
- Canadian Championship: 1

Montréal Impact: 2014
- USL Championship: 1

Real Monarchs: 2019